# 송영진 (1994년)
송영진(1994년 7월 15일 ~ )은 대한민국의 전직 스타크래프트 I 프로게이머이다. 종족은 저그이며, 아이디는 Minor[fOu]다. 2010년 상반기 드래프트에서 위메이드 폭스 1차 지명으로 입단하였다. 2010년 8월 은퇴했다.

## 주요 기록
- 2009년 커리지 매치 입상
- 2010년 제5회 엘리트 학생복 스쿨리그 4강
- 2011년 은퇴